# Cydosia phaedra
Cydosia phaedra là một loài bướm đêm trong họ Erebidae.